# Patinação artística nos Jogos Olímpicos de Inverno de 2006
As competições de patinação artística nos Jogos Olímpicos de Inverno de 2006 foram disputadas entre 11 e 24 de fevereiro em Turim, na Itália. A patinação artística é dividida em qutro eventos: individual masculino, individual feminino, pares e dança no gelo. As competições foram realizados em Palavela.

## Calendário
| Fevereiro           | 10 | 11 | 12 | 13 | 14 | 15 | 16 | 17 | 18 | 19 | 20 | 21 | 22 | 23 | 24 | 25 | 26 |
| ------------------- | -- | -- | -- | -- | -- | -- | -- | -- | -- | -- | -- | -- | -- | -- | -- | -- | -- |
| Patinação artística |    |    |    | 1  |    |    | 1  |    |    |    | 1  |    |    | 1  |    |    |    |

|  | Dia de competição |  | Dia de final |  | Exibição de gala |

## Eventos
- Individual masculino
- Individual feminino
- Duplas
- Dança no gelo

## Medalhistas
| Evento                        | Ouro                                        | Prata                                            | Bronze                                      |
| ----------------------------- | ------------------------------------------- | ------------------------------------------------ | ------------------------------------------- |
| Individual masculino detalhes | Evgeni Plushenko RUS Rússia                 | Stéphane Lambiel SUI Suíça                       | Jeffrey Buttle CAN Canadá                   |
| Individual feminino detalhes  | Shizuka Arakawa JPN Japão                   | Sasha Cohen USA Estados Unidos                   | Irina Slutskaya RUS Rússia                  |
| Duplas detalhes               | Tatiana Totmianina Maxim Marinin RUS Rússia | Zhang Dan Zhang Hao CHN China                    | Shen Xue Zhao Hongbo CHN China              |
| Dança no gelo detalhes        | Tatiana Navka Roman Kostomarov RUS Rússia   | Tanith Belbin Benjamin Agosto USA Estados Unidos | Elena Grushina Ruslan Goncharov UKR Ucrânia |

## Quadro de medalhas
| Ordem | País               | Medalha de ouro | Medalha de prata | Medalha de bronze |    | Ordem por total |
| ----- | ------------------ | --------------- | ---------------- | ----------------- | -- | --------------- |
| 1     | RUS Rússia         | 3               |                  | 1                 | 4  | 1               |
| 2     | JPN Japão          | 1               |                  |                   | 1  | 4               |
| 3     | USA Estados Unidos |                 | 2                |                   | 2  | 2               |
| 4     | CHN China          |                 | 1                | 1                 | 2  | 2               |
| 5     | SUI Suíça          |                 | 1                |                   | 1  | 4               |
| 6     | CAN Canadá         |                 |                  | 1                 | 1  | 4               |
| 6     | UKR Ucrânia        |                 |                  | 1                 | 1  | 4               |
| TOTAL | TOTAL              | 4               | 4                | 4                 | 12 | —               |